# Verrucaria fusca
Verrucaria fusca är en lavart som beskrevs av Pers. Verrucaria fusca ingår i släktet Verrucaria och familjen Verrucariaceae.  Arten är reproducerande i Sverige. Inga underarter finns listade i Catalogue of Life.